# خانه پدیدار
خانه پدیدار مربوط به دوره قاجار است و در کاشان، خیابان ملافتح، محله صدر و سرفره واقع شده و این اثر در تاریخ ۲۸ اسفند ۱۳۸۵ با شمارهٔ ثبت ۱۸۷۷۵ به‌عنوان یکی از آثار ملی ایران به ثبت رسیده است.